# Авіаносні крейсери проєкту 1143
Авіаносні крейсери проєкту 1143 (шифр «Кречет», англ. Kiev class за класифікацією НАТО) — базовий проєкт радянських авіаносних протичовнових крейсерів і його наступні модифікації. Єдиний в СРСР проєкт корабля, здатного нести літальні апарати з непорушним крилом. Інколи називаються «радянськими авіаносцями».

## Бойове призначення
Авіаносні крейсери проєкту 1143 призначені для надання бойової стійкості оперативним з'єднанням військово-морського флоту у віддалених районах Світового океану. Їхнім завданнями є:
- прикриття корабельних з'єднань від ударів з повітря, їхня протичовнова і протикорабельна оборона;
- забезпечення бойової стійкості ракетних підводних човнів стратегічного призначення в районах бойового патрулювання;
- забезпечення розгортання підводних човнів в районах бойового призначення;
- прикриття морської ракетоносної, протичовнової та розвідувальної авіації в зоні досяжності корабельної винищувальної авіації;
- пошук і знищення ракетних підводних човнів противника у складі угруповань різнорідних протичовнових сил;
- ураження угруповань надводних кораблів противника;
- забезпечення висадки морських десантів;
- нанесення ударів по важливим наземним об'єктам противника.

## Історія проєктування
Важкий протичовновий крейсер проєкту 1143 розроблявся як розвиток відкоригованого проєкту протичовнового крейсера проєкту 1123М Невським проєктно-конструктроським бюро у Ленінграді: досвід будівництва і експлуатації перших радянських протичовнових крейсерів проєкту 1123 вимагав розробки більш досконалого корабля такого класу — для забезпечення ефективного виконання покладених на крейсер завдань було потрібно збільшити кількісний склад корабельної авіагрупи, посилити озброєння, поліпшити морехідні якості корабля і умови розміщення особового складу. Крім того, командування ВМФ вирішило оснастити новий корабель літаками вертикального зльоту і посадки.
В СРСР ідея застосування літаків вертикального зльоту і посадки (ЛВЗП) як палубного літака виходила від секретаря ЦК КПРС Дмитра Федоровича Устинова, який координував на цій посаді роботу наукових установ, конструкторських бюро та промислових підприємств оборонно-промислового комплексу. Командування Військово-Морським Флотом, і особисто командувача ВМФ СРСР Сергія Горшкова, перспектива отримання флотом авіаносних кораблів цілком влаштовувала. В результаті, постановою Ради міністрів СРСР від 2 вересня 1968 було припинене будівництво третього крейсера проєкту 1123 і прийняте рішення будувати на «нульовому» стапелі суднобудівного заводу № 198 в Миколаєві крейсер «Київ» за новим проєктом 1143. Постанова вимагала від Міністерства оборони СРСР протягом місяця видати тактико-технічне завдання на новий корабель, у 1969 році розробити ескізний і технічний проєкти.
Головним конструктором корабля, що отримав шифр «Кречет», став Аркадій Васильович Маринич, який до того проєктував пкр проєкту 1123М. Було розроблено дев'ять варіантів ескізного проєкту, у тому числі шість проєктів згідно з ТТЗ і три ініціативних, опрацьовані варіанти компоновки кораблів з урахуванням використання перспективних систем озброєнь. Врахувавши пропозиції та доповнення, які надійшли в ході розгляду ескізного проєкту, було прийняте рішення про озброєння корабля найпотужнішим на той час протикорабельним ракетним комплексом П-500 «Базальт», а також про зменшення конструктивного захисту та збільшення водотоннажності до 30 000 тонн. Технічний проєкт 1143 був розроблений у вкрай стислі терміни і затверджений 30 квітня 1970 року. Новий крейсер мав зміщену як у авіаносця до правого борту надбудову, польотну палубу з консольним звісом, міг нести авіакрило з 22 літальних апаратів: в літаковому варіанті 20 ЛВЗП типу Як-38 і 2 рятувальних вертольоти Ка-25ПС, у вертолітному — 20 вертольотів Ка-25ПЛ і 2 рятувальних Ка-25ПС.

## Програма будівництва
Протичовнові крейсери проєкту 1143 будувалися на суднобудівному заводі № 198 в Миколаєві. Головним будівельником і головним відповідальним здавачем перших двох — «Києва» і «Мінська» був призначений Іван Йосипович Вінник, наступних — «Новоросійська» і «Баку» — Ігор Миколайович Овдієнко.
Головний корабель проєкту (будівельний номер С-101) був закладений 21 липня 1970 року, через півтора року, у грудні 1972-го, спущений на воду, і наприкінці 1975 року під ім'ям «Київ» увійшов до складу Військово-Морського Флоту. Відразу після спуску на воду 26 грудня 1972 року корпусу першого корабля проєкту відбулася закладка другого борту — крейсера «Мінськ».
Перші чотири кораблі «Київ», «Мінськ», «Новоросійськ» і «Баку» в ході будівництва були розбиті на 10 технологічних будівельних районів. Точно так само по районам випускалися робочі креслення. Технологічний розрив при проєктуванні між різними конструкторськими спеціалізаціями був 3-6 місяців, що було обумовлене з неодноразовою зміною даних, виданих контрагентами — в ході серійного будівництва в проєкт було внесено близько 12 тисяч змін.
Графік будівництва протичовнових крейсерів проєкту 1143 і його модифікацій (у червні 1977 року всі кораблі проєкту 1143 були перекласифіковані з протичовнових крейсерів у важкі авіаносні крейсери — тавкр) приведений в таблицях нижче.
| Назва          | Зав. № | Дата закладки   | Спуск на воду   | Включення у склад ВМФ | Виключення зі складу флоту |
| -------------- | ------ | --------------- | --------------- | --------------------- | -------------------------- |
| «Київ»         | 101    | 21 липня 1970   | 26 грудня 1972  | 28 грудня 1975 (ПФ)   | 30 червня 1993             |
| «Мінськ»       | 102    | 28 грудня 1972  | 30 вересня 1975 | 27 вересня 1978 (ТОФ) | 30 червня 1993             |
| «Новоросійськ» | 103    | 30 вересня 1975 | 26 грудня 1978  | 14 серпня 1982 (ТОФ)  | 30 червня 1993             |

Після призначення Д. Ф. Устинова міністром оборони СРСР було прийняте рішення будувати на базі корпусу проєкту 1143 модернізований авіаносний крейсер проєкту 1143.4 з удосконаленим радіоелектронним озброєнням, головним призначенням якого було забезпечення корабельного базування надзвукових літаків з вертикальним зльотом і посадкою Як-141. Корабель проєктувався Невським ПКБ, головний конструктор — В. Ф. Анікієв. Єдиний побудований корабель проєкту, — «Баку» (заводський № 104), — закладений на стапелі Чорноморського суднобудівного заводу 17 лютого 1978 року. Спущений на воду в квітні 1982-го (за планом — кінець 1981 р.). З 2 червня по 1 грудня 1986 року пройшов швартові, й 9 січня 1987-го вийшов на ходові випробування. Державні випробування «Баку» розпочалися 21 квітня. Акт прийомки ВМФ СРСР підписаний 11 грудня 1987 року. Будівництво другого корабля серії із заводським номером 105 було розпочате в грудні 1980 року, але через півтора року, після збірки кількох секцій корпусу, припинене.
| Назва  | Зав. № | Дата закладки  | Спуск на воду | Включення у склад ВМФ | Виключення зі складу флоту | Сучасний статус                     |
| ------ | ------ | -------------- | ------------- | --------------------- | -------------------------- | ----------------------------------- |
| «Баку» | 104    | 17 лютого 1978 | 1 квітня 1982 | 11 грудня 1987 (ПФ)   | 5 березня 2004             | авіаносець ВМС Індії «Вікрамадітья» |

У листопаді 1977 року в Головному штабі ВМФ СРСР було розглянуто основні напрямки поетапного вдосконалення важких авіаносних крейсерів проєкту 1143. За результатами цієї наради Невському ПКБ було доручено розробити технічну пропозицію, а НДІ ВМФ і ВПС — тактико-технічне завдання на авіаносний корабель, оснащений катапультами і аерофінішерами, який би мав у складі авіагрупи, крім вертольотів і літаків вертикального зльоту і посадки, також літаки з горизонтальним злетом і посадкою. Головним конструктором проєкту 1143.5 був призначений О. П. Ефимов (влітку 1979 року його змінив А. Б. Морін, в грудні 1979-го — В. Ф. Анікієв, у 1986-му — П. О. Соколов, 1989-му — Л. В. Бєлов).
Новий проєкт, яким практично став корабель, передбачав встановлення в носовій частині корпусу трампліна з двома стартовими позиціями: ближньою (для літаків з високою стартовою тягооснащеністю) і дальньою (для літаків з меншою потужністю двигунів). Для розміщення трампліна ударне озброєння, розташоване раніше в носі корабля, переносилося на надбудову і в корму. В іншому надбудова зберігалася аналогічна проєкту 1143М. Корабель оснащувався чотирма тросовими аерофінішерами і аварійним бар'єром. Чисельність авіагрупи збільшувалася до 40 літаків Як-141, Су-27К, МіГ-29К і вертольотів Ка-27. При цьому стандартний тоннаж корабля збільшувався до 46 540 тонн.
Архітектура нового тавкр в порівнянні з попередниками стала «авіаносною» — з наскрізною польотної палубою площею 14800 м², трампліном з кутом сходу в 14,3° в носовій частині, двома бортовими 40-тонними підйомниками по правому борту в ніс і корму від острівної надбудови. Наявність розвинених спонсонів і зсув надбудови вправо дозволили збільшити ширину польотної палуби до 67 метрів. Посадкова ділянка польотної палуби розмірами 205×26 метрів разом зі спонсоном лівого борту розташовувалася під кутом 7° до діаметральної площини корабля.
| Назва     | Зав. № | Дата закладки  | Спуск на воду     | Включення у склад ВМФ | Статус                                                                        | Примітки                                         |
| --------- | ------ | -------------- | ----------------- | --------------------- | ----------------------------------------------------------------------------- | ------------------------------------------------ |
| «Тбілісі» | 105    | 1 вересня 1982 | 4 грудня 1985     | 25 грудня 1990 (ПФ)   | в складі ВМФ РФ                                                               | тавкр «Адмірал флоту Радянського Союзу Кузнєцов» |
| «Варяг»   | 106    | 6 грудня 1985  | 25 листопада 1988 | —                     | недобудований проданий Китаю в квітні 1998, включений в склад НВАК 25.09.2012 | авіаносець ВМС Китаю «Ляонін»                    |

Будівництво авіаносного крейсера проєкту 1143.5 із заводським номером 105, як і його попередників, здійснювалося на Чорноморському суднобудівному заводі в Миколаєві. Корабель був закладений 1 вересня 1982 року. Роботи здійснювалися за новою прогресивною технологією формування корпусу з великих блоків масою до 1400 тонн. При цьому основний корпус розбивався на 21 блок довжиною до 32 м, висотою 13 м і шириною, рівній ширині корпусу корабля. Надбудова становила 22-й блок. Тавкр, який після декількох перейменувань, отримав назву «Тбілісі», був спущений на воду 4 грудня 1985 року і включений у склад ВМФ СРСР 25 грудня 1990-го.
Другий корабель проєкту 1143.5, закладений 6 грудня 1985 року, спочатку повністю повторював головний корабель, але в червні 1986-го постановою Ради міністрів СРСР були внесені проєктні зміни: змінилася форма надбудови корабля («острова») і кормової частини палуби, а також оновлене деяке радіоелектронне озброєння. Проєкт отримав новий номер 1143.6. Останній авіаносний крейсер СРСР так і не був добудований…

## Порівняльна оцінка проєкту
В ході проєктування, будівництва і експлуатації кораблів проєкту 1143 відбувалася їхня еволюція від спеціалізованих кораблів протичовнової оборони в бік авіаносців, які на той час стали основою надводних сил більшості флотів розвинених держав — від модифікації до модифікації збільшувався тоннаж, чисельність авіагрупи, розширювалися її функції. Кораблі представляли собою значний крок вперед у порівнянні з їхніми попередниками крейсерами-вертольотоносцями проєкту 1123.
|                  | «Київ»              | «Мінськ»            | «Новоросійськ»      | «Баку»              | «Тбілісі»          | «Варяг»            |
| ---------------- | ------------------- | ------------------- | ------------------- | ------------------- | ------------------ | ------------------ |
|                  |                     |                     |                     |                     |                    |                    |
| Водотоннажність  | 30 530 т            | 30 535 т            | 31 900 т            | 44 490 т            | 59 100 т           | 59 500 т           |
| Авіагрупа, од.   | 18                  | 18                  | 18                  | 20+16               | 26+24              | 26+24              |
| Ударний комплекс | 4×2 П-500 «Базальт» | 4×2 П-500 «Базальт» | 4×2 П-500 «Базальт» | 6×2 П-500 «Базальт» | 6×2 П-700 «Граніт» | 6×2 П-700 «Граніт» |

Авіаносні крейсери проєкту 1143 важко вважати повністю вдалими. При значних розмірах і тоннажі кораблів, їхні можливості як авіаносців дуже обмежені навіть в порівнянні з легкими авіаносцями: відсутність у складі авіагрупи літаків ДРЛВ, РЕР і РЕБ, повітряних заправників значно обмежувала радіус застосування корабельної ударної зброї і авіації.
Слід зазначити, що між радянськими авіаносними крейсерами і класичними американськими авіаносцями не можна поставити знака рівності. У ВМФ СРСР кораблі класифікувалися за спеціалізацією, водотоннажністю і озброєнням. Зокрема тавкр відрізняється від багатоцільового авіаносця вдвічі меншим авіакрилом, але переважає його за ударним ракетним озброєнням. Таким чином, певною мірою, слабкість авіакрила крейсерів проєкту компенсується його потужним арсеналом протикорабельних ракет, але компенсувати нездатність завоювання панування в повітрі й досі виявилося неможливим.
| Клас, тип, держава, роки експлуатації | Клас, тип, держава, роки експлуатації                                                    | Водотоннажність, т | Авіакрило, літаків | Озброєння                                                                                    |
| ------------------------------------- | ---------------------------------------------------------------------------------------- | ------------------ | ------------------ | -------------------------------------------------------------------------------------------- |
|                                       | важкий авіаносний крейсер «Адмірал флоту СРСР Кузнєцов» (екс «Тбілісі») Росія, 1991–досі | 59 100             | 26                 | 6×2 ПКРК П-700 «Граніт», 4×6 ЗРК «Кинжал», 4×2 ЗРАК «Кортик», 6×6 ЗАК АК-630, 2×10 РБУ-12000 |
|                                       | багатоцільовий авіаносець «Форрестол» США, 1955–1993                                     | 80 678             | 90                 | 3×8 ПУ ЗРК «Сі Спарроу», 3×6 ЗАК «Вулкан-Фаланкс» Mk.15, 8×1 127-мм АУ Mk.42                 |
|                                       | легкий авіаносець «Інвінсібл» Велика Британія, 1977–2005                                 | 20 600             | 22                 | 1×2 ПУ ЗРК «Сі Дарт», 2×6 ЗАК «Вулкан-Фаланкс» Mk.15                                         |

## Доля «радянських авіаносців» після розпаду СРСР
З кінця XX століття, через відсутність судноремонтної бази і недостатнє фінансування ВМФ , половина кораблів проєкту 1143, не вислуживши встановлені терміни експлуатації, були достроково виключені зі складу флоту та розпродані Російською Федерацією:
«Київ» був проданий КНР за 1,8 млн. доларів США. На початку 1994 року його відбуксирували в Ціньхуандао, де переобладнали, як було оголошено офіційно, під музей, а насправді під розважальний атракціон. У вересні 2003 року корабель перешвартовали в Тяньцзіні, де він став частиною тематичного парку. Пізніше авіаносець був повністю переобладнали в розкішний готель.
Списаний «Мінськ» наприкінці 1995 року РФ продала в Південну Корею за 4,5 млн. доларів США, начебто для утилізації. Пізніше корабель був перепроданий китайській компанії в Шеньчжені, де він також став експонатом парку розваг в стилі мілітарі.
«Новоросійськ», як і його сістершип, у 1994 році був проданий південнокорейській компанії за 4,3 мільйони доларів США. В січні 1996-го він відбуксований в порт Пусан для розборки на металобрухт. 
«Ульянівськ» було закладено 25 листопада 1988 року, мав стати першим повноцінним «радянським атомним авіаносцем». 1 листопада 1991 року при 18% технічної готовності виключений зі списків кораблів ВМФ і знятий з будівництва. Утилізований за розпорядженням Кабінету міністрів України від 1992 року. Не добудований, розібраний на стапелі.
«Баку», який у ВМФ Російської Федерації був перейменований на «Адмірал флоту Радянського Союзу Горшков», після великої пожежі 2 лютого 1994 року тривалий час перебував у консервації. У жовтні 2000 року був проданий Індії. Контракт між «Рособоронекспортом» і урядом Індії передбачав модернізацію корабля і добудову його як авіаносця для індійських ВМС. На початок 2013 року корабель після повної перебудови введений до складу ВМС Індії як авіаносець «Вікрамадітья» і знаходиться на добудові на плаву на Північному машинобудівному підприємстві (Сєверодвінськ, Росія).
«Тбілісі», після введення в експлуатацію 20 січня 1991 року, здійснив перехід з Чорного моря на Північний флот, де у складі ВМФ Російської Федерації отримав нову назву «Адмірал флоту Радянського Союзу Кузнєцов» на честь головкомандувача ВМФ СРСР з 1939 до 1946 року Миколи Герасимовича Кузнецова. Він і досі залишається єдиним російським авіаносним кораблем.
Недобудований «Варяг»  в ступені заводської готовності 67 %, у квітні 1998 року був проданий Україною китайській компанії за 20 млн. доларів США. Відбуксований до Китаю і добудований як авіаносець. 25 вересня 2012 року увійшов до складу ВМФ НВАК під ім'ям «Ляонін», де став першим авіаносцем збройних сил держави.